# Active Channel

Active Channel in Internet Explorer 4

Active Channel fu una tecnologia introdotta con Internet Explorer 4.0 nel 1997. Consentiva di sincronizzare i contenuti dei siti web e di visualizzarli in modalità non in linea. Utilizzava il Channel Definition Format, che è stato progettato per "offrire raccolte di informazioni aggiornate di frequente, o canali, da ogni server Web per la consegna automatica ai programmi ricevitore compatibili".

## Storia
Microsoft svelò il componente Active Channel come parte della versione di anteprima di Internet Explorer 4.0 nel luglio 1997,  e pubblicò la versione finale con il lancio della versione 4.0 del browser nel settembre di quello stesso anno.
La maggior parte dei canali era fornita dalle maggiori società di intrattenimento come Disney, Warner Bros. e AOL, e faceva inoltre largo uso dell'HTML dinamico (DHTML). I canali predefiniti variavano a seconda del Paese, ed erano controllati dalla scelta del Paese durante l'installazione di Internet Explorer 4 (e perciò di Windows 98). I canali potevano essere visualizzati in una barra dei canali.
Il supporto ad Active Channel è stato rimosso da Internet Explorer nella versione 7, poiché è stato sostituito dal formato RSS, più popolare e più basato sugli standard.